# Квон Юри
Квон Юри (кор. 권유리, 權俞利; род. 5 декабря 1989 года), более известная мононимно как Юри, — южнокорейская певица и актриса. Является ведущим танцором и вокалисткой гёрл-группы Girls’ Generation. Помимо деятельности в группе, Юри также занимается актёрской карьерой. Она известна по многим проектам, в их числе «Король моды» (2012), «Не дыша» (2013), «Герой по соседству» (2016), «Звёздная ночь Ко-хо» (2016), «Подсудимый» (2017), «Хватай Сонджэ и беги» (2024).

## Ранняя жизнь
Юри родилась 5 декабря 1989 года в Кояне, провинция Кёнгидо, Республика Корея. У неё есть старший брат Квон Хёк Чжун. В 2001 году присоединилась к S.M. Entertainment после того, как заняла призовое место в танцевальном конкурсе агентства. Она стажировалась 5 лет и 11 месяцев, прежде чем дебютировать на сцене. В 2008 году окончила старшую школу Нынгок. 20 мая 2014 года стала новым послом Университета Чунан вместе с Суён. 15 февраля 2016 года она окончила Университет со степенью театра и кино, а также получила премию в качестве почётного посла учреждения на вручении дипломов.

## Карьера

### 2007‒17: Дебют Girls’ Generation и сольная деятельность

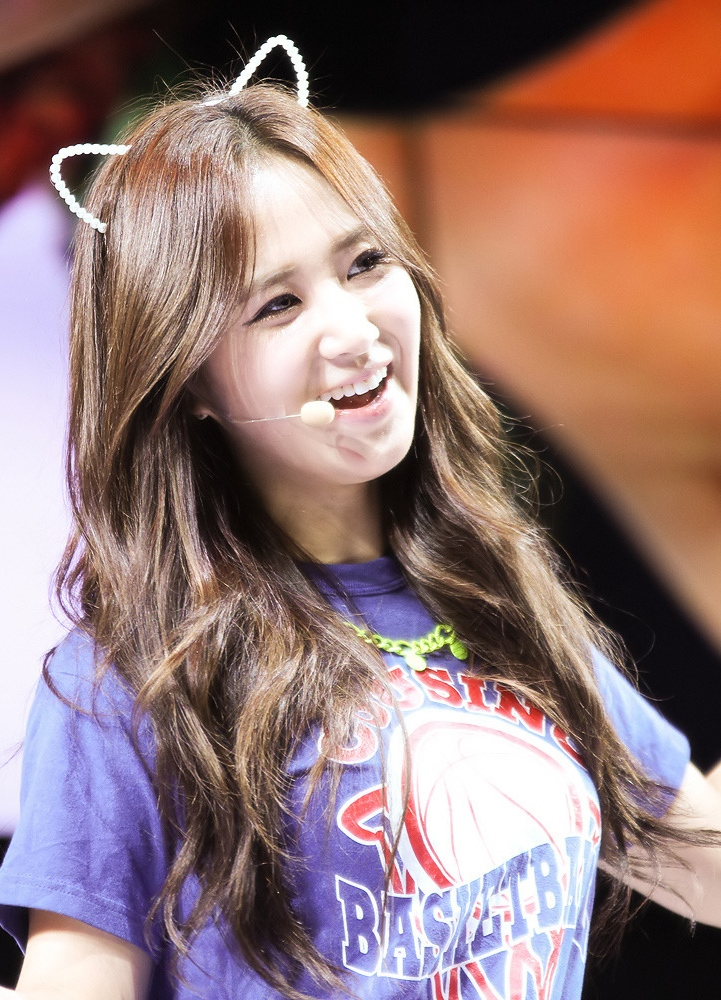
Юри на LG Cinema 3D World Festival, апрель 2013 года

В августе 2007 года Юри дебютировала как одна из участниц новой женской группы Girls’ Generation под управлением S.M. Entertainment. В то же время у неё началось развитие актёрской карьеры. Первоначально она играла незначительные роли в телевизионных сегментах, таких как «Друг короля» (англ. The King’s Boyfriend) (документальный фильм Super Junior) и фильме «Нападение на золотых мальчиков», в котором также снялись участники Super Junior.
В 2008 году Юри получила постоянную роль в ситкоме «Бесконечная помолвка», где сыграла ученицу старшей школы вместе с одногруппницей Суён. В июне также вместе с Суён записала песню «Kkok (Must!)», ставшую саундтреком для дорамы «Работающая мама». Позже была выбрана участницей второго сезона телешоу «Kko Kko Tours Single♥Single». В марте 2009 года Квон стала ведущей музыкальной программы Music Core вместе с Тиффани. В апреле K.Will выпустил клип «Dropping The Tears», где она снялась в главной роли. В конце года Юри и Санни стали участницами команды ‘G7’ в программе «Непобедимая молодёжь». Год спустя, на KBS Entertainment Awards, Квон получит номинацию «Лучший женский MC». Когда у Girls’ Generation началась подготовка к японскому дебюту, Юри и Санни покинули шоу. По той же причине она также покинула место ведущей Music Core вместе с Тиффани.

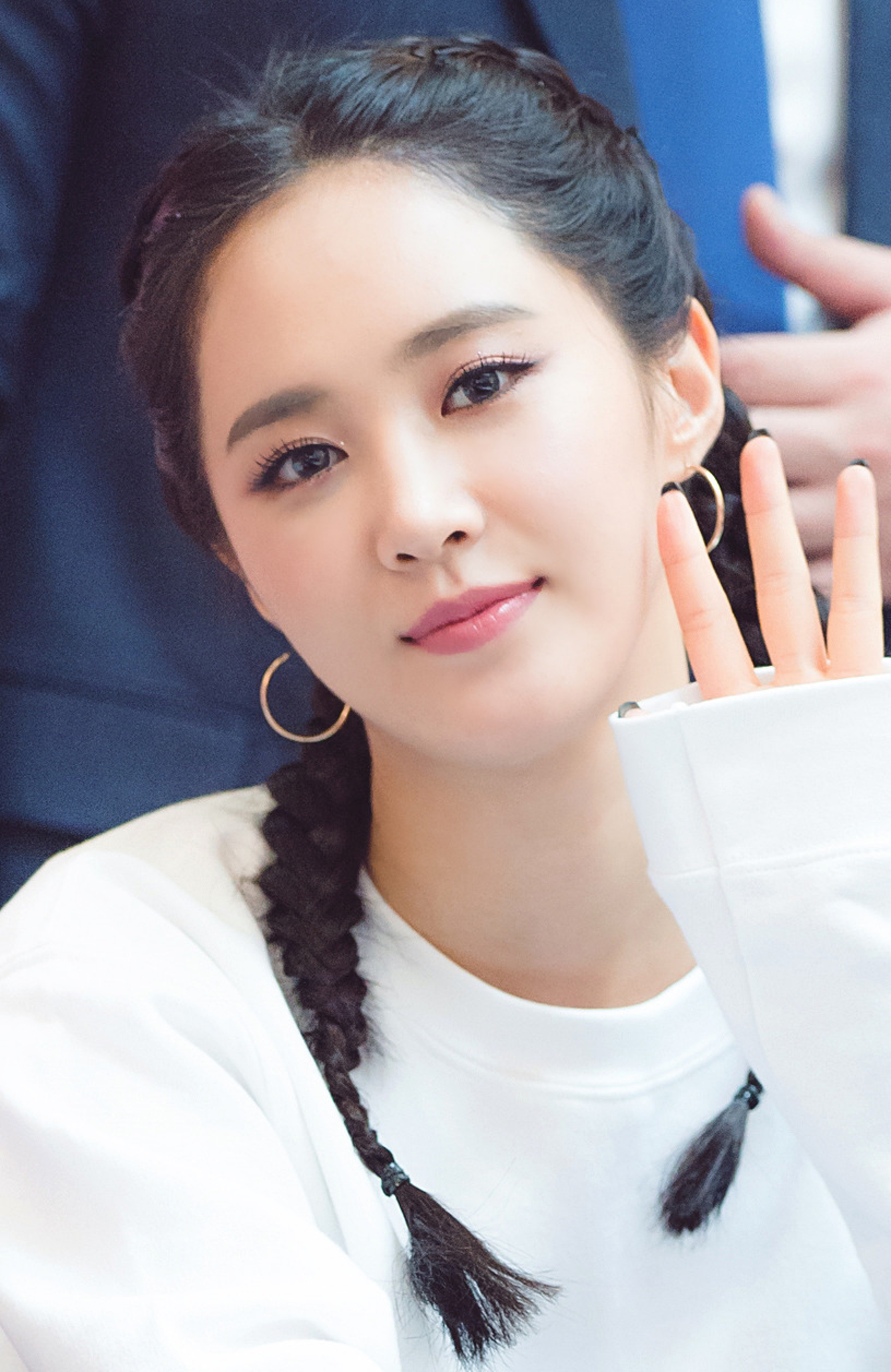
Юри на фансайне в рамках продвижения Holiday Night, август 2017 года

В 2010 году Юри впервые стала автором песни в дискографии Girls’ Generation. Её авторству принадлежит текст песни «Mistake» с третьего мини-альбома группы Hoot. Позже стала приглашённым артистом в песне «Like A Soap» для шестого корейского студийного альбома TVXQ Catch Me.
В октябре 2011 года Юри и Тиффани вернулись к деятельность телеведущих Music Core, но Юри вновь покинула шоу в январе 2012 года, чтобы сфокусироваться на своём дебюте в драме. В марте началась трансляция дорамы «Король моды», где Юри сыграла главную женскую роль, а её партнёром стал Ю А Ин. Данная роль принесла ей победу в номинации «Новая звезда» на SBS Drama Awards.
В июне 2013 года Юри и Хёён стали судьями танцевального шоу «Танец 9», которое транслировалось на телеканале Mnet. В том же году состоялся дебют Квон в фильме «Не дыша», для которого она также записала два саундтрека.
В октябре 2014 года снялась в клипе S «Without You».
В январе 2015 года Юри стала единственной девушкой в касте программы «Животные». Она также становилась гостьей программ «Звезда двух работ» и «Свидание в одиночку». В мае стала одной из ведущих программы «Карты». В июне Квон поучаствовала в шоу «Наш район искусств и физкультуры», где впервые показала свои навыки плавания.
В январе 2016 года Квон вернулась к актёрству, сыграв роли в таких проектах, как «Герой по соседству» и веб-дораме «Звёздная ночь Ко-хо». Также участвовала в шоу «Закон джунглей». В январе 2017 года сыграла роль адвоката в дораме «Подсудимый».

### 2018: Girls' Generation — Oh!GG иThe First Scene
5 сентября 2018 года дебютировал второй официальный саб-юнит Girls’ Generation — Girls’ Generation — Oh!GG, в состав которого вошли Тхэён, Санни, Хёён, Юри и Юна. 4 октября Юри выпустила свой дебютный сольный мини-альбом The First Scene.

## Дискография

### Альбомы
| Название        | Детали                                                                            | Позиции в чартах | Позиции в чартах | Позиции в чартах | Продажи     |
| Название        | Детали                                                                            | KOR              | TW               | US World         | Продажи     |
| --------------- | --------------------------------------------------------------------------------- | ---------------- | ---------------- | ---------------- | ----------- |
| The First Scene | - Релиз: 4 октября, 2018 - Лейбл: SM Entertainment - Формат: CD, digital download | 2                | 2                | 10               | KOR: 17,290 |

### Песни
| Название                          | Год  | Пиковая позиция | Пиковая позиция | Продажи       | Альбом                  |
| Название                          | Год  | KOR Gaon        | US World        | Продажи       | Альбом                  |
| --------------------------------- | ---- | --------------- | --------------- | ------------- | ----------------------- |
| «Kkok» (с Суён)                   | 2008 | —               | —               | н/д           | Working Mom soundtrack  |
| «Bling Star» (с Masyta Band)      | 2013 | —               | —               | н/д           | No Breathing soundtrack |
| «Twinkle Twinkle» (с Masyta Band) | 2013 | —               | —               | н/д           | No Breathing soundtrack |
| «Secret» (с Сохён)                | 2016 | 149             | 10              | - KOR: 11,481 | н/д                     |

## Фильмография
| Год       |   | Русское название     | Оригинальное название  | Роль              |
| --------- | - | -------------------- | ---------------------- | ----------------- |
| 2007—2008 | с | Бесконечная помолвка | Unstoppable Marriage   | В роли самой себя |
| 2012      | с | Король моды          | Fashion King           | Чхве Анна         |
| 2013      | ф | Не дыша              | No Breathing           | Чон Еын           |
| 2016      | с | Герой по соседству   | Neighborhood Hero      | Бэ Чхонён         |
| 2016      | с | Звёздная ночь Ко-хо  | Gogh, The Starry Night | Ко Хо             |
| 2017      | с | Подсудимый           | Defendant              | Со Ынхе           |

## Награды и номинации
| Год  | Премия                   | Номинация                          | Что номинировано     | Результат |
| ---- | ------------------------ | ---------------------------------- | -------------------- | --------- |
| 2010 | KBS Entertainment Awards | Лучший женский MC                  | Непобедимая молодёжь | Номинация |
| 2011 | Mnet 20’s Choice Awards  | Горячая девушка кампуса            | ‒                    | Номинация |
| 2011 | MBC Entertainment Awards | Специальная награда MC (с Тиффани) | Music Core           | Победа    |
| 2012 | Korea Drama Awards       | Лучшая новая актриса               | Король моды          | Номинация |
| 2012 | SBS Drama Awards         | Новая звезда                       | Король моды          | Победа    |
| 2013 | Пэксан                   | Самая популярная актриса (ТВ)      | Король моды          | Победа    |
| 2014 | Пэксан                   | Самая популярная актриса (Фильм)   | Не дыша              | Победа    |